# Académie alphonsienne

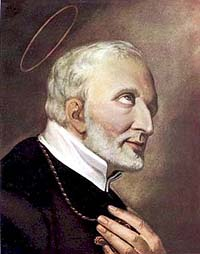
Saint Alphonse de Liguori, dont l'enseignement a inspiré l'établissement de cette académie.

L'académie alphonsienne (en italien : accademia alfonsiana) est une institution pontificale d'enseignement supérieur située à Rome. L'académie dispense une formation supérieure en théologie morale, et s'inspire des enseignements de saint Alphonse-Marie de Liguori, proclamé docteur de l'Église en 1871.

## Histoire et cursus
Une première école supérieure Saint-Alphonse est fondée à Rome près de l'église Saint-Alphonse-à-l'Esquilin en 1855 à qui le cardinal Villecourt lègue une bibliothèque importante en 1867. L'académie alphonsienne a été fondée le 9 février 1949 par la congrégation des Rédemptoristes. Le 25 mars 1957, elle obtient de la Congrégation des religieux la reconnaissance d'« école publique de théologie morale ». Depuis 1960, l'académie se spécialise en théologie morale (morale sociale, bioéthique, théologie morale fondamentale), comme faisant partie de la faculté de théologie de l'université pontificale du Latran. La Congrégation pour l'éducation catholique lui confère la dignité d'institut supérieur de théologie morale. L'académie délivre à la fois la licence en théologie et le doctorat en théologie morale. Elle édite des publications savantes, en théologie morale, sous le nom de Studia moralia - Editiones Accademiæ Alfonsianæ. Des théologiens fameux y ont enseigné comme Bernhard Häring et ont formé près de 4 500 étudiants depuis 1949.
L'académie se trouve près de la basilique Sainte-Marie-Majeure et du Colisée. Les cours sont habituellement dispensés en italien, mais certains sont aussi en anglais, en allemand ou en français. Elle est présidée depuis 2018 par le R.P. Alfonso Amarante CSs.R.
Le pape François a reçu en audience l'ensemble du personnel et des étudiants de l'académie, le 9 février 2019, pour les soixante-dix ans de cette institution. «Les réalités à écouter sont avant tout les souffrances et les espoirs de ceux que mille formes du pouvoir du péché continuent de condamner à l’insécurité, à la pauvreté, à la marginalisation», a indiqué le pape François qui ajoute que « la théologie morale doit faire sienne l’urgence de chaque nation de manière convaincue dans un effort commun pour le soin de la maison commune, en empruntant les voies praticables du développement intégral. » Il déclare aussi que l'écologie est une dimension essentielle de la théologie morale.

## Anciens élèves notables

### Cardinaux
- Cardinal Fernando Chomalí (1957-)
- Cardinal Francesco Coccopalmerio (1938–)
- Cardinal Polycarp Pengo (1944–)
- Cardinal Severino Poletto (1933–2022)
- Cardinal Oscar Andres Rodriguez Maradiaga (1942–)

### Évêques
- Peter Comensoli (1960–)
- James Conley (1955–)
- Jean Mbarga (1956-)
- Franco Mulakkal (1964-)
- John Clayton Nienstedt (1947–)
- Michael Olson (1966–)
- Luigi Padovese (1947–2010)
- Wojciech Polak (1964–)
- Luis José Rueda Aparicio (né en 1962)
- Michael Sis (1960–)

### Théologiens
- Charles Curran (1934–)
- Bryan Massingale (1957–)